# Giro dentato
Il giro dentato è una parte dell'ippocampo situata nella parte più mediale della corteccia cerebrale. È composto di tre strati, dall'esterno verso l'interno: strato molecolare, strato granulare, strato polimorfo. Per la sua forte curvatura il giro dentato circonda la parte terminale, anch'essa curva, dello strato di cellule piramidali del corno di Ammone.
Il suo funzionamento è stato collegato nel giro dentato dell'ippocampo nell'emisfero destro con la formazione di nuove memorie episodiche, l'esplorazione spontanea di nuovi ambienti, e altre funzioni. Nel giro dentato dell'ippocampo nell'emisfero cerebrale sinistro la sua funzione è invece strettamente collegata con la formazione di nuove memorie semantiche.
Ultimamente ha attirato molta attenzione ed è stato studiato perché una delle poche sedi conosciute ad avere alti tassi di neurogenesi nel cervello di topo adulto (altri siti includono il bulbo olfattivo e il cervelletto).
Lo strato dei neuroni granulari nel giro dentato riceve i maggiori input eccitatori dell'ippocampo dalla corteccia cerebrale. Questo input deriva principalmente dal 2° strato della corteccia entorinale e permette al giro dentato di regolare il flusso di informazioni nel circuito trisinaptico dell'ippocampo.

## Sviluppo
Le cellule granulari all'interno del giro dentato si distinguono per la loro tarda formazione durante lo sviluppo cerebrale: nei ratti approssimativamente l'85% di queste cellule si genera dopo la nascita.  Negli umani si stima che la loro formazione inizi durante la gestazione dalla metà della 10ª settimana all'undicesima, e continuino ad essere generate durante il secondo e terzo trimestre, dopo la nascita, e durante tutta l'età adulta.  Le fonti germinali delle cellule granulari e il loro percorsi di migrazione sono stati studiati nello sviluppo cerebrale dei ratti. Le prime cellule granulari vengono generate in specifiche regioni del neuroepitelio ippocampale e migrano nel giro dentato primordiale intorno ai giorni 17/18 di sviluppo, e si stabilizzano in cellule più esterne nello strato granulare in formazione. Successivamente, i precursori del dentato escono da quest'area e mantenendo la loro capacità mitotica invadono il core (centro) del giro dentato in formazione. Questa matrice germinale dispersa è la fonte di cellule granulari da qui in avanti: le nuove cellule granulari si accumulano sotto le più anziane che iniziano a stabilizzarsi nello strato granulare. Più cellule granulari sono prodotte più lo strato si ispessisce e si organizza in base all'età delle cellule: le più anziane superficialmente e le più giovani in profondità. I precursori restano nella zona subgranulare che diventa progressivamente più sottile con la crescita del giro dentato, ma vengono comunque conservate nell'organismo adulto. Queste cellule sparse generano costantemente neuroni granulari, che si aggiungono alla popolazione totale.
. Ci sono molte differenze tra le cellule granulari di ratto e uomo: ad esempio nei ratti le cellule graulari hanno solo dendriti apicali, mentre nelle scimmie e nell'uomo la maggior parte hanno anche dendriti basali.

## Funzione

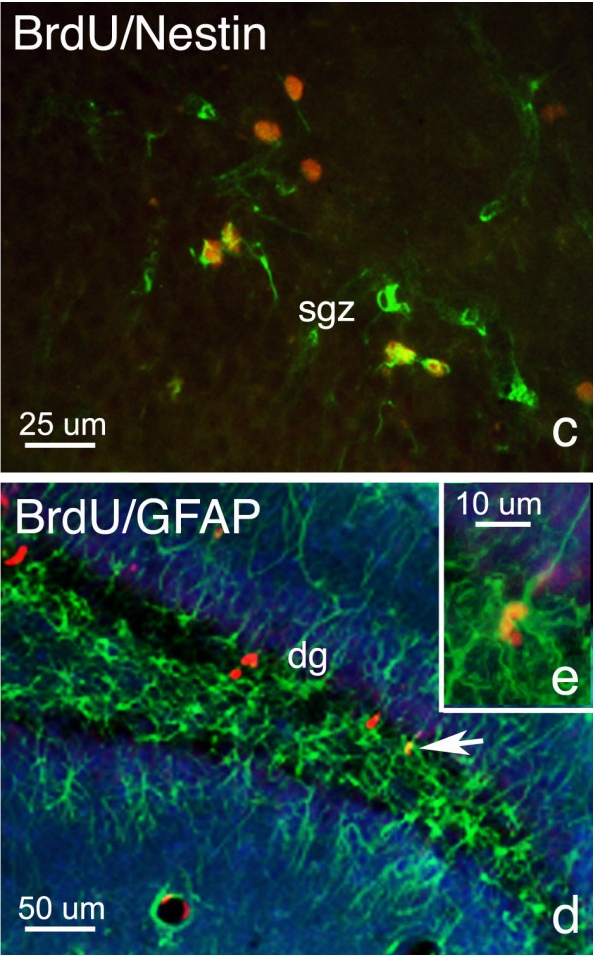
Diversi fenotipi di cellule proliferanti nel giro dentato. Da un'illustrazione di Faiz et al., 2005.

Si attribuiscono al giro dentato ruoli nella formazione di ricordi e nella depressione.

### Memoria
Il giro dentato è una delle poche regioni del cervello dove permane la neurogenesi (ossia la capacità di formazione di nuovi neuroni) in età adulta. La formazione di nuovi ricordi è stata messa in relazione alla neurogenesi in quest'area del cervello: in particolare nuove memorie potrebbero utilizzare preferenzialmente cellule neoformate del giro dentato, con il vantaggio di avere distinzione tra eventi simili o differenti esperienze nello stesso luogo. L'effetto di questa neurogenesi è stato associato con le funzionalità della memoria spaziale, come ad esempio nelle prestazioni in labirinto (vedi Giro dentato#Comportamento spaziale).

### Stress e depressione
Il giro dentato potrebbe avere anche un ruolo funzionale nello stress e nella depressione. Ad esempio si è dimostrato un aumento della neurogenesi in risposta a trattamento cronico con antidepressivi. Gli effetti fisiologici dello stress, spesso caratterizzati dal rilascio di glucocorticoidi come il cortisolo, hanno dimostrato di portare a una inibizione della neurogenesi nei primati. Si è dimostrato che sia glucocorticoidi endogeni che esogeni causano psicosi e depressione, da cui si può trarre che la neurogenesi nel giro dentato potrebbe svolgere un ruolo importante nella modulazione dei sintomi dello stress e della depressione.

### Altro
Alcune ricerche suggeriscono che la neurogenesi nel giro dentato aumenta in risposta a esercizio aerobico. Vari esperimenti hanno mostrato un aumento della neurogenesi in roditori adulti se sottoposti a un ambiente arricchito di stimoli in confronto a loro simili in gabbia.
Il giro dentato è anche conosciuto come un'area di pre-processamento: quando l'informazione entra è capace di distinguerla in dettagli distinti e unici, processo che prepara i dati rilevanti per l'archiviazione nella sezione CA3 dell'ippocampo.

### Comportamento spaziale
Studi hanno dimostrato che dopo aver distrutto circa il 90% delle cellule del giro dentato, un campione di ratti aveva estrema difficoltà di movimento all'interno di labirinti dove erano già stati prima delle lesioni, e non c'era traccia di miglioramento dopo vari tentativi, dimostrando un danneggiamento consistente della loro memoria di lavoro: i ratti non riuscivano a consolidare i nuovi ricordi sull'ambiente, e perciò nemmeno a riportarli alla memoria in caso di necessità. Ogni volta che un ratto entrava in un labirinto era come se fosse la prima.

### Glicemia
Studi della Columbia University Medical Center indicano che un mal regolato controllo del livello di glucosio nel sangue può avere effetti dannosi sul giro dentato.